# Gardíki (ort i Grekland, Epirus)
Gardíki är en ort i Grekland.   Den ligger i prefekturen Thesprotia och regionen Epirus, i den västra delen av landet, 300 km nordväst om huvudstaden Aten. Gardíki ligger 113 meter över havet och antalet invånare är 663.
Terrängen runt Gardíki är kuperad åt sydväst, men åt nordost är den bergig.Runt Gardíki är det glesbefolkat, med 8 invånare per kvadratkilometer. Närmaste större samhälle är Paramythiá, 13,3 km norr om Gardíki. Trakten runt Gardíki består till största delen av jordbruksmark.